# الدوري الفنلندي الممتاز 2004
الدوري الفنلندي الممتاز 2004 (بالفنلندية: Veikkausliigan kausi 2004) هو موسم من الدوري الفنلندي الممتاز. فاز فيه هكا.